# Hick
Hick är en amerikansk dramafilm från 2011 som är regisserad av Derick Martini. Filmen är baserad på novellen med samma namn av Andrea Portes. Den tillkännagavs vid Toronto International Film Festival den 10 september 2011.

## Handling
Luli, en 13-årig tjej från Nebraska, rymmer från sina föräldrar som är alkoholister och hon tar med sig en pistol. Hon planerar att rymma till Las Vegas. På vägen dit får hon skjuts av Glenda (Blake Lively) som utnyttjar henne för att hjälpa till med ett rån. Båda deras liv blir sammanflätade då den orolige Eddie blir förälskad i Luli.

## Karaktärer
- Chloë Moretz - Luli McMullen
- Juliette Lewis - Tammy
- Blake Lively - Glenda
- Alec Baldwin - Beau
- Rory Culkin - Clement
- Eddie Redmayne - Eddie Kreezer
- Anson Mount - Nick
- Shaun Sipos - Blane
- Ray McKinnon - Lloyd